# Mati Domovina: Zbornik slovenskih domoljubnih pesmi (album)
Kot priloga zbornikom Mati Domovina: Zbornik slovenskih domoljubnih pesmi v treh knjigah je leta 2016 pod enakim naslovom (z opisnim podnaslovom avdio zapisi - klavirska spremljava) izšel tudi CD z MP3 posnetki klavirske spremljave večine objavljenih pesmi.
Izšel je v nakladi 1250 izvodov.

## Seznam posnetkov
| Zbornik slovenskih domoljubnih pesmi 1 | Zbornik slovenskih domoljubnih pesmi 1 | Zbornik slovenskih domoljubnih pesmi 1 | Zbornik slovenskih domoljubnih pesmi 1 | Zbornik slovenskih domoljubnih pesmi 1 | Zbornik slovenskih domoljubnih pesmi 1 |
| Št.                                    | Naslov                                 | Besedilo                               | Glasba                                 | Priredba                               | Dolžina                                |
| -------------------------------------- | -------------------------------------- | -------------------------------------- | -------------------------------------- | -------------------------------------- | -------------------------------------- |
| 1.                                     | „Mati Domovina‟                        | T. Krkovič                             | T. Krkovič                             | G. Forjanič                            | 4:09                                   |
| 2.                                     | „Viharnik vrh gora‟                    | I. Sivec                               | S. Avsenik, V. Ovsenik                 | S. Avsenik ml.                         | 3:11                                   |
| 3.                                     | „Srečno, mlada Slovenija‟              | L. Slak                                | L. Slak                                | A. Krajnčan                            | 1:31                                   |
| 4.                                     | „Podarjeno srcu‟                       | A. Mežek                               | A. Mežek                               | P. Greblo                              | 3:35                                   |
| 5.                                     | „Solinar‟                              | S. Bajc                                | E. Hrovatin                            | P. Greblo                              | 2:06                                   |
| 6.                                     | „Kot ljubezen‟                         | B. Golob                               | S. Avsenik ml.                         | S. Avsenik ml.                         | 2:49                                   |
| 7.                                     | „Ni bilo zaman‟                        | M. Dekleva                             | P. Greblo                              | P. Greblo                              | 3:01                                   |
| 8.                                     | „Metliška črnina‟                      | T. Gašperič                            | H. Burkat                              | H. Vidic                               | 2:27                                   |
| 9.                                     | „Moja dežela‟                          | D. Velkaverh                           | J. Golob                               | J. Golob                               | 2:18                                   |
| 10.                                    | „Ljubim te, Slovenija‟                 | O. Pestner                             | O. Pestner                             | J. Golob                               | 3:30                                   |
| 11.                                    | „Slovenskega naroda sin‟               | T. Domicelj                            | T. Domicelj                            | S. Avsenik ml.                         | 2:46                                   |
| 12.                                    | „Z Goričkega v Piran‟                  | V. Kreslin                             | M. Tomassini                           | A. Krajnčan                            | 2:55                                   |
| 13.                                    | „Tam, kjer sem doma‟                   | M. Košuta                              | J. Privšek                             | J. Privšek, P. Grašič                  | 3:06                                   |
| 14.                                    | „Kjer lastovke gnezdijo‟               | I. Sivec                               | F. Mihelič                             | P. Greblo                              | 3:07                                   |
| 15.                                    | „Tam, kjer teče bistra Zila‟           | J. Katnik                              | J. Katnik                              | K. Pustinek Rakar                      | 2:07                                   |
| 16.                                    | „Sanjam o domovini‟                    | M. Stare                               | S. Avsenik, V. Ovsenik                 | S. Avsenik ml.                         | 2:16                                   |
| 17.                                    | „Tebi, Slovenija‟                      | J. Galič                               | J. Galič                               | T. Pirnat                              | 3:07                                   |
| 18.                                    | „Slovenija, odkod lepote tvoje‟        | M. Stare                               | S. Avsenik, V. Ovsenik                 | B. Adamič                              | 2:21                                   |
| 19.                                    | „Zdravljica‟                           | F. Prešeren                            | S. Premrl                              | P. Greblo                              | 4:08                                   |

| Zbornik slovenskih domoljubnih pesmi 2 | Zbornik slovenskih domoljubnih pesmi 2 | Zbornik slovenskih domoljubnih pesmi 2 | Zbornik slovenskih domoljubnih pesmi 2 | Zbornik slovenskih domoljubnih pesmi 2 | Zbornik slovenskih domoljubnih pesmi 2 |
| Št.                                    | Naslov                                 | Besedilo                               | Glasba                                 | Priredba                               | Dolžina                                |
| -------------------------------------- | -------------------------------------- | -------------------------------------- | -------------------------------------- | -------------------------------------- | -------------------------------------- |
| 1.                                     | „Slovenska pomlad‟                     | I. Pirkovič                            | S. Avsenik, S. Avsenik ml.             | S. Avsenik ml.                         | 1:23                                   |
| 2.                                     | „Tu je moj dom‟                        | N. Depangher, D. Mislej                | E. Hrovatin                            | P. Grašič                              | 2:00                                   |
| 3.                                     | „Kostelska dolina‟                     | D. Lesar                               | T. Krkovič                             | S. Avsenik ml.                         | 3:38                                   |
| 4.                                     | „Maj‟                                  | I. Sivec                               | T. Kapušin                             | P. Grašič                              | 2:01                                   |
| 5.                                     | „Namesto koga roža cveti‟              | V. Kreslin                             | V. Kreslin                             | P. Greblo                              | 3:25                                   |
| 6.                                     | „Ne damo Slovenije‟                    | O. Pestner                             | O. Pestner                             | P. Greblo                              | 4:47                                   |
| 7.                                     | „Svobodno sonce‟                       | D. Velkaverh                           | A. Klinar                              | A. Krajnčan                            | 3:22                                   |
| 8.                                     | „Tam, kjer murke cveto‟                | F. Souvan                              | S. Avsenik, V. Ovsenik                 | S. Avsenik ml.                         | 1:35                                   |
| 9.                                     | „Zelena dežela‟                        | B. Szomi Kralj                         | M. Vlahovič                            | A. Krajnčan                            | 3:55                                   |
| 10.                                    | „V meni bije slovensko srce‟           | I. Pirkovič                            | G. Rijavec                             | S. Avsenik ml.                         | 2:27                                   |
| 11.                                    | „Sam‟                                  | T. Krkovič                             | T. Krkovič                             | P. Greblo                              | 4:22                                   |
| 12.                                    | „Poljane, dom prelepih dni‟            | A. Nipič                               | M. Ferlež                              | T. Pirnat                              | 3:22                                   |
| 13.                                    | „Ko zvonovi zapojo‟                    | A. Šifrer                              | A. Šifrer                              | P. Greblo                              | 4:17                                   |
| 14.                                    | „Domovina‟                             | S. Jenko                               | F. Korbar                              | A. Krajnčan                            | 3:19                                   |
| 15.                                    | „Zate, Slovenija‟                      | T. Košmrlj                             | T. Košmrlj                             | P. Grašič                              | 1:25                                   |
| 16.                                    | „Tujina‟                               | S. Kmetič                              | Z. Zorko                               | K. Pustinek Rakar                      | 3:47                                   |
| 17.                                    | „Naša Evropa‟                          | I. Sivec                               | O. Pestner                             | G. Forjanič                            | 3:13                                   |
| 18.                                    | „Doma‟                                 | J. Plestenjak                          | J. Plestenjak                          | P. Greblo                              | 3:21                                   |
| 19.                                    | „Mati Domovina‟                        | T. Krkovič                             | T. Krkovič                             | A. Krajnčan                            | 2:29                                   |

| Zbornik slovenskih domoljubnih pesmi 3 | Zbornik slovenskih domoljubnih pesmi 3 | Zbornik slovenskih domoljubnih pesmi 3 | Zbornik slovenskih domoljubnih pesmi 3 | Zbornik slovenskih domoljubnih pesmi 3 | Zbornik slovenskih domoljubnih pesmi 3 |
| Št.                                    | Naslov                                 | Besedilo                               | Glasba                                 | Priredba                               | Dolžina                                |
| -------------------------------------- | -------------------------------------- | -------------------------------------- | -------------------------------------- | -------------------------------------- | -------------------------------------- |
| 1.                                     | „Tiha, domovina si‟                    | J. Možina                              | P. Greblo                              | P. Greblo                              | 3:08                                   |
| 2.                                     | „Vrni se, Slovenija‟                   | O. Pestner                             | O. Pestner                             | A. Krajnčan                            | 4:15                                   |
| 3.                                     | „V sončno deželo‟                      | Ž. Bižal                               | Ž. Bižal                               | G. Forjanič                            | 2:55                                   |
| 4.                                     | „Bo moj vnuk še pel slovenske pesmi‟   | B. Jovanović Vunjak                    | B. Jovanović Vunjak                    | H. Vidic                               | 3:36                                   |
| 5.                                     | „Ena v srcu je Slovenija‟              | I. Pirkovič                            | S. Avsenik ml.                         | S. Avsenik ml.                         | 3:27                                   |
| 6.                                     | „Tri želje‟                            | I. Pirkovič                            | I. Pirkovič                            | H. Vidic                               | 3:14                                   |
| 7.                                     | „Za Slovenijo Živim‟                   | I. Pirkovič                            | M. Juvan                               | P. Greblo                              | 3:19                                   |
| 8.                                     | „Za Slovenijo Živim‟                   | I. Pirkovič                            | M. Juvan                               | P. Tovornik                            | 2:57                                   |
| 9.                                     | „Samo milijon nas je‟                  | P. Poljanšek                           | A. Klinar                              | P. Grašič                              | 1:09                                   |
| 18.                                    | „Mati Domovina‟ (v živo)               | T. Krkovič                             | T. Krkovič                             | E. Šuler                               | 3:47                                   |
| 19.                                    | „Sam‟                                  | T. Krkovič                             | T. Krkovič                             | G. Ftičar                              | 4:15                                   |
| Skupna dolžina:                        | Skupna dolžina:                        | Skupna dolžina:                        | Skupna dolžina:                        | Skupna dolžina:                        | 149:02                                 |

## Sodelujoči

### Pianist
- Gregor Ftičar – klavir

### Produkcija
- Primož Grašič – producent
- Tone Krkovič – urednik
- Urška Žajdela Hrovat – naslovna slika
- Franci Novak – oblikovanje
- Racman – izdelava CD-jev